# Zinseszins
Zinseszins ist im Finanzwesen ein Zins, der auf fällige, dem Kapital hinzugefügte (kapitalisierte) Zinsen erhoben wird, die damit zum geltenden Zinssatz zusammen mit dem Kapital erneut verzinst werden.

## Allgemeines
Die Verzinsung von Kapital (in Form des Darlehens (Kredits) oder als Geldanlage) ist der Preis für die befristete Überlassung der knappen Ressource Kapital. Wird fälliger Kreditzins bezahlt oder fälliger Habenzins vom Anleger verbraucht (umgekehrt beim Negativzins), stellt sich die Frage des Zinseszinses nicht, weil dann künftig lediglich das reine Kapital zu verzinsen ist. Erst wenn die fälligen Kredit- oder Habenzinsen durch Kapitalisierung zum Bestandteil des Kapitals werden, tritt der Effekt des Zinseszinses ein. Denn durch Kapitalisierung erhöht sich das Kapital um den nicht bezahlten oder nicht verbrauchten Zins, sodass dieser ebenfalls weiter verzinst wird. Bekanntestes Beispiel ist die Kapitalisierung des gutgeschriebenen und nicht verbrauchten Sparzinses auf Sparbüchern.

## Geschichte
Religiöse oder weltliche Vorschriften befassten sich in der Vergangenheit häufig mit Zinsverboten oder dem Verbot von Zinseszinsen. Begründet wird das Verbot von Zinseszinsen damit, dass der Schuldner durch die Zinslast nicht erdrückt werden soll. Der Zinseszins ist so alt wie der Zins, von dem er abhängt. Um 2400 v. Chr. dürfte bei den Sumerern der älteste Zinsbegriff (maš; deutsch „Kalb, Ziegenjunges“) entstanden sein, ein Begriff, der auf den Naturallohn hindeutet. Auch der Zinseszins (mašmaš) hat hier seinen Ursprung. Als Entlastung für das zinseszinsbedingte Anwachsen der Schulden ermöglichten die Sumerer unter ihrem König En-metena um 2402 v. Chr. einen Schuldenerlass. Im Codex Hammurapi von 1755/1754 v. Chr. durfte Zinseszins berechnet werden, soweit fälliger und nicht bezahlter Zins vom Kapitalstock getrennt blieb und der Gläubiger ihn für den Schuldner verzinste. Das Vorgehen sollte vor ungebührlicher Zahlungsmoral des Schuldners schützen.
Das römische Recht sah Zinseszins (usurae usurarum) vor und war bei Cicero noch statthaft. Als Regelfall kannte es das mutuum, ein zinsloses Darlehen meist aus Gefälligkeit an Verwandte oder Freunde, bei dem Zinsen nur über ein eigenes Rechtsgeschäft, die Stipulation, erhoben werden durften. Mit dem spätantiken Kaiser Iustinian kam im 6. Jahrhundert n. Chr. ein Verbot für die Fälle, in denen rückständige Zinsen die Höhe des Kapitalstocks überschritten und ihn gar verdoppelten (ultra alterum tantum). Eine dahingehend lautende Vorschrift ist im österreichischen § 1335 ABGB noch heute enthalten. Die Digesten halten fest, was bereits der spätklassische Jurist Ulpian ausführte, nämlich die umfassende Unzulässigkeit von Zinseszins. Justinian wiederholte die Forderung: nullo modo usurae usurarum a debitoribus exigantur. Bereits Diokletian hatte verlangt, dass bei der Kreditablösung keine Nachteile erwachsen dürften und er ließ Zinseszinsen nicht zu (Anatozismus (griechisch ανατοκισμός anatokismós „Nehmen von Zinseszins“, aus aná „auf“ und tókos „Zins“)).
Der indische Mathematiker Aryabhata legte im 5. Jahrhundert erste mathematische Zinseszinsberechnungen vor.
Dort, wo ein Zinsverbot galt, erübrigte sich das Thema des Zinseszinses. Das jüdische Bundesbuch verbot zwischen 1000 und 800 vor Christus den Zins bei Krediten an Arme (Ex 22,24 ). Das Deuteronomium verlangt: „Du sollst von Deinen Volksgenossen keinen Zins nehmen, weder Zins für Geld, noch Zins für Speise, noch Zins für irgendetwas, was man leihen kann“ (Dtn 23,20 ). Unter „Volksgenossen“ verstand der Tanach nur die Juden. Mit Aufkommen des Christentums stieß die Zinszahlung auf heftige Kritik der Kirche, denn in Not geratene bedürftige Personen sollten zinslose Darlehen bekommen (Lev 25,36-37 ). Das kanonische Recht erklärte Zinseinnahmen für Raub. Der Islam übernahm das christliche Zinsverbot und forderte nach 622 n. Chr. dazu auf, nicht Zins (arabisch ribā; „Zuwachs, Vermehrung“) zu nehmen, indem die Gläubiger in mehrfachen Beträgen wiedernehmen, was sie ausgeliehen haben (Koran, Sure 3:130). Gleich mehrere Suren befassen sich mit dem Zinsverbot. In Sure 2:275 erklärt Allah den Kaufvertrag (bay‘) für zulässig (halāl) und den Zins für verboten (harām).
Im Mittelalter war die Erhebung von Zinseszins „Schaden“ gleichgestellt. Der italienische Rechenmeister Leonardo Fibonacci legte 1228 weitere Zinseszinsberechnungen auf der Grundlage des Julianischen Kalenders vor. In Österreich gestattete das Fridericianum im Jahre 1244 den Juden in Artikel 23 den Zinseszins. In Frankfurt am Main verpflichtete sich 1368 ein Schuldner gegenüber seinem jüdischen Gläubiger, sich von nicht bezahlten Zinsen Zinseszinsen berechnen zu lassen. Der Mainzer Erzbischof Dietrich Schenk von Erbach verbot 1457 den Juden seiner Diözese den Zinseszins, musste dies jedoch im selben Jahr wieder revidieren. Kaiser Friedrich III. erklärte im Jahre 1470, Handel und Gewerbe könnten ohne Zinseszins nicht bestehen; es sei das kleinere Übel, wenn man den Juden das Nehmen von Zinseszins erlaube, als wenn man es den Christen zulasse. Das kirchliche Zinsverbot und die weltlichen Höchstzinsen beschränkten sich ab dem 16. Jahrhundert auf den Zinseszins.
In Schleswig-Holstein erließ Herzog Friedrich III. am 23. März 1654 eine „Constitution von den Zinseszinsen der Capitalien der Minderjährigen“, die die Berechnung von Zinseszinsen unter Geldstrafe stellte. Jakob I Bernoulli forderte 1689 eine tägliche Berechnung der Zinseszinsen. Eine Triersche Verordnung vom 31. Oktober 1768 bestimmte: „Wer Zinsen von Zinsen nimmt, wird gleich demjenigen bestraft, welcher sich mehr als 6 % bezahlen lässt“. Der Moralphilosoph Richard Price entwickelte im Jahre 1772 die Parabel vom Josephspfennig als Ratschlag an seine Regierung zur Sanierung des englischen Staatshaushalts, der durch den Zinseszinseffekt ein Haushaltsdefizit aufwies. Price rechnete vor, wenn Josef von Nazaret bei der Geburt seines Sohnes Jesus Christus einen Penny zu 5 % Zins angelegt hätte, so wäre dies bei Kapitalisierung zum Gewicht von 150 Millionen Erden angewachsen. Er beschrieb, dass „Geld, das Zinseszinsen trägt, wächst anfangs langsam; da aber die Rate des Wachstums sich fortwährend beschleunigt, wird sie nach einiger Zeit so rasch, dass sie jeder Einbildung spottet“.
Das preußische Landrecht (PrALR) von 1794 stellte fest: „Zinsen von Zinsen dürfen nicht gefordert werden“ (I 11, § 818 APL), es sei denn, es liegt eine gerichtliche Zustimmung vor (I 11, § 820 APL). Der französische Code civil wich vom absoluten Zinseszinsverbot ab. War der Zinsrückstand höher als ein Jahresbetrag, so konnte er durch Gerichtsurteil zinstragend werden (Art. 1154 Code civil). Daran knüpfte das 1812 in Kraft getretene österreichische ABGB an, indem es vorsah: „Zinsen von Zinsen dürfen nie genommen werden; doch können zweijährige oder noch ältere Zinsenrückstände mittelst Uebereinkommens als ein neues Capital verschrieben werden“ (§ 998 ABGB). Das Oberhandelsgericht (OHG) Lübeck entschied 1855, dass Zinseszinsen beim Kontokorrent zulässig sind. Das sächsische BGB vom März 1865 verbot Zinsen von rückständigen Zinsen, selbst wenn letztere rechtskräftig anerkannt sind (§ 679 Sachsen-BGB). Die Juristen unterschieden in jener Zeit zwischen Zinsen, die als solche verzinst werden (anatocismus separatus) und den nach eingetretener Fälligkeit kapitalisierten Zinsen (anatocismus conjunctus). Kein Anatozismus lag mithin vor, wenn die Zinsen bezahlt oder verbraucht sind.
Karl Marx fasste in seinem 1867 erschienenen Hauptwerk Das Kapital den Akkumulationsprozess des Kapitals in der Wirtschaft als Akkumulation von Zinseszins auf und sah den Zinseszins als Teil des Mehrwerts, der in Kapital zurückverwandelt wird. Albert Einstein soll im Jahr 1921 geäußert haben, dass die „größte Erfindung des menschlichen Denkens der Zinseszins“ sei.

## Rechtliche Regelungen

### Deutschland
Das BGB ist vom Grundsatz der Vertragsfreiheit geprägt, was Spielraum für Zinsfreiheit einräumt. Zinsvereinbarungen sind generell erlaubt, nur bestimmte, den Zinsschuldner benachteiligende Vereinbarungen sind untersagt. So ist die vorherige Verabredung von Zinseszins (Anatozismus) gemäß § 248 Abs. 1 BGB verboten. Entgegenstehende Vereinbarungen sind nichtig, § 134 BGB. Ausnahmen gibt es für Kreditinstitute nach § 248 Abs. 2 BGB und beim Kontokorrent unter Kaufleuten (§ 355 Abs. 1 HGB). Das Zinseszinsverbot dient den übrigen Marktteilnehmern zum Schuldnerschutz. Nach § 289 BGB sind in Erweiterung des § 248 BGB Verzugszinsen zinsfrei. In § 497 Abs. 2 BGB ist das Recht des Kreditgebers, Zinseszinsen bei Verbraucherdarlehensverträgen zu verlangen, zwar nicht ausgeschlossen, jedoch auf die Höhe des gesetzlichen Zinssatzes (§ 246 BGB) eingeschränkt.

### International
Dem Schuldnerschutz dienen international gesetzliche Höchstzinsen, Zinswucher, Zinseszinsverbote und absolute Zinsverbote. In der Schweiz ist der Anatozismus in Art. 314 Abs. 3 OR verankert, auch hier gibt es Ausnahmen für das Kontokorrent und für Kreditinstitute. In Österreich erlaubt § 1335 ABGB den Zinseszins solange, bis die Zinsschuld auf den Betrag der Hauptschuld angewachsen ist. Erst vom Tag der Streitanhängigkeit an können Zinseszinsen verlangt werden. In Frankreich regelt nunmehr Art. 1343-2 CC, dass von aufgelaufenen Zinsen ein Jahr lang Zinseszins berechnet werden darf. Luxemburg hingegen verbietet in Art. 1154 Code civil den Zinseszins innerhalb von einem Jahr.

## Wirtschaftliche Bedeutung
Der Zins ist Risikomaß und Risikoprämie bei der Einstufung des Kreditrisikos durch den Kreditgeber oder Anleger. Auf der anderen Seite geht der Zinsschuldner durch seine Zinszahlungspflicht und der Gefahr eines Zinseszinses ein mehr oder weniger großes Finanzrisiko ein, das ihn unter bestimmten Voraussetzungen in die Insolvenz treiben kann. Der Zinseszins belastet daher Schuldner zusätzlich, begünstigt die Gläubiger und trägt zu einem exponentiellen Wachstum von deren Schulden bzw. Vermögen bei. Dieses Wachstum fällt umso höher aus, je höher das zu verzinsende Kapital und/oder das Zinsniveau und je länger die Laufzeit sind. Solange ein Schuldner Schuldentragfähigkeit und Kapitaldienstfähigkeit besitzt, kann er den Kapitaldienst (Zins und Tilgung) aufbringen, so dass sich für ihn das Problem des Zinseszinses nicht stellt. Sind diese Voraussetzungen nicht mehr gegeben und rückständige Zinsen werden mit verzinst, gerät er in eine Schuldenfalle. Sie besteht vor allem darin, dass die exponentiell wachsenden Schulden immer weniger durch Vermögen gedeckt werden und die Einnahmen zur Deckung der Zinslast (Zinsdeckungsgrad) tendenziell nicht mehr ausreichen.
Das Problem der Zinseszinsen wird bei der Staatsverschuldung oft falsch dargestellt. Zinseszinsen können nur bei Staaten auftreten, die ihre Zinsen auf Staatsschulden (etwa Staatsanleihen) nicht mehr bezahlen oder für deren Bezahlung eine Neuverschuldung erforderlich ist. Zur ersteren Kategorie gehört Argentinien, das bereits die Zahlung des Kapitaldienstes für seine erste, 1825 emittierte Staatsanleihe im Jahre 1829 für die nächsten 28 Jahre bis 1857 einstellte. Diesem Moratorium folgte ein weiteres im April 1987. Kommt es nicht zu einem Zinsverzicht der Gläubiger, führen die unbezahlten Zinsen zu einer Erhöhung der Staatsschulden. Staaten mit Verschuldungskrisen verhielten sich seither meist nach der zweiten Variante und zahlten ihre Zinsen, indem sie diese durch eine Neuverschuldung im Staatshaushalt refinanzierten. Dazu gehörten insbesondere die USA, die PIIGS-Staaten, hochverschuldete Entwicklungsländer und auch Deutschland (bis 2013). Seit 2014 erwirtschaftet Deutschland Haushaltsüberschüsse, so dass sich das Zinseszinsproblem nicht mehr stellt.
Bei einem Zahlungsverbot oder Moratorium geht der Zinsanspruch des Gläubigers nicht verloren, sondern dieser erhöht die Gesamtforderung des Gläubigers und löst bei Kapitalisierung Zinseszinsen aus. Der Zinseszins-Effekt entsteht bei Staaten, wenn mindestens die Zinsen zur Neuverschuldung oder deren Erhöhung beitragen. Werden rückständige Zinsen etwa bei einer Umschuldung oder Konsolidierung berücksichtigt, entstehen ebenfalls Zinseszinsen. Diese Voraussetzungen gelten auch für Zinseszinsen anderer Wirtschaftssubjekte wie Unternehmen und Privathaushalten, wenn diese ihren Schuldendienst durch weitere Kredite finanzieren müssen.
Liegt bei Staaten, Unternehmen oder Privathaushalten die Zinseszinsproblematik vor, so ist diese Finanzsituation ein deutliches Indiz für ein wirtschaftliches Problem eines Schuldners. Volkswirtschaftliche Kennzahlen wie Wirtschaftswachstum (gemessen am Bruttoinlandsprodukt), Unternehmensgewinne und Einkommen müssen nachhaltig und progressiv steigen, um die Zahlung der Zinslast zu gewährleisten.

## Zinseszinsrechnung
Mit der Berechnung des Zinseszinses in Abhängigkeit vom Zinssatz sowie der Höhe und Dauer einer Kapitalanlage beschäftigt sich die Zinseszinsrechnung, ein Teilgebiet der Finanzmathematik. Die Zinseszinsrechnung beantwortet die Frage, auf welches Endkapital {\displaystyle K_{n}} ein anfängliches Kapital {\displaystyle K_{0}} nach insgesamt {\displaystyle n} Perioden (in der Regel Jahre) angewachsen ist, wenn in jedem dieser Perioden mit dem festen Zinssatz von {\displaystyle p\,\%} verzinst wird.
Die Zinseszinsformel mit dem Zinsfuß {\displaystyle p} lautet:
{\displaystyle K_{n}=K_{0}{\bigl (}1+{\tfrac {p}{100}}{\bigr )}^{n}}
oder alternativ mit dem Zinsfaktor {\displaystyle q}:
{\displaystyle K_{n}=K_{0}\cdot q^{n}}
mit {\displaystyle K_{n}} = Endkapital, {\displaystyle K_{0}} = Anfangskapital, {\displaystyle p} = Zinsfuß, {\displaystyle q} = Zinsfaktor und {\displaystyle n} = Anzahl der Perioden bzw. Jahre.
Die Formel leitet sich aus folgendem Zusammenhang her: Ein Sparer tätigt eine einmalige Kapitalanlage auf einem Konto eines Kreditinstituts in Höhe eines anfänglichen Kapitals. Dieses Kapital wird während einer bestimmten Anlagedauer mit Zinseszins verzinst. Die Anlagedauer bestehe aus {\displaystyle n} gleich langen Perioden, die mit Hilfe der Zahlen von {\displaystyle 1} bis {\displaystyle n} (als Index {\displaystyle i}) fortlaufend nummeriert werden. Damit kann man die Anlagedauer als Summe aller {\displaystyle n} Perioden formulieren:
Anlagedauer = Zeitraum 1 + Zeitraum 2 + ⋯ + Zeitraum {\displaystyle i} + ⋯ + Zeitraum {\displaystyle n}
Zu Beginn der ersten Periode ({\displaystyle i=1}) liegt auf dem Konto des Sparers das anfängliche Kapital {\displaystyle K_{0}}:
{\displaystyle K_{0}} = Anfangskapital zu Beginn von Zeitraum 1
Wichtig sind die beiden verwendeten Indexwerte. Die erste Periode erhält den Indexwert {\displaystyle i=1}, während das Anfangskapital mit {\displaystyle i=0} nummeriert wird. Die unterschiedliche Nummerierung kommt dadurch zustande, dass das ursprüngliche Anfangskapital {\displaystyle K_{0}} während der ersten Periode sich nicht verändert. Die Zinsen werden erst nach Ablauf der ersten Periode also zu Beginn der zweiten Periode gutgeschrieben.
Der Sparer hat sich entschieden, für die Anlagedauer nicht auf sein Kapital zuzugreifen. Dafür „belohnt“ ihn das Kreditinstitut bzw. letztlich der Kreditnehmer mit einer Gutschrift von Zinsen. Übliche Praxis ist nun, dass wiederholt jeweils am Ende von jedem der {\displaystyle n} Zeiträume innerhalb der Anlagedauer Zinsen gutgeschrieben werden.
Es wird also z. B. für die erste Periode der Zinswert {\displaystyle Z_{1}} vergütet:
{\displaystyle Z_{1}} = Zinswert für den Zeitraum 1
Die konkrete Höhe des Zinswertes {\displaystyle Z_{1}} in der ersten Periode bestimmt sich wie folgt: Das Kreditinstitut drückt die „Belohnung“ des Sparers für die Überlassung des Kapitals in prozentualer Form als Zinssatz aus, also z. B. „sechs Prozent“ {\displaystyle (6\,\%={\tfrac {6}{100}})}. Die Zahl vor dem Prozentzeichen wird Zinsfuß {\displaystyle p} genannt. Der am Ende der ersten Periode gutgeschriebene Zinswert {\displaystyle Z_{1}} verhält sich zum anfänglichen Kapitalwert {\displaystyle K_{0}} genau so, wie sich der Zinsfuß {\displaystyle p} zum Wert 100 verhält. Dieser Zusammenhang stellt eine Verhältnisgleichung (Proportion) dar:
{\displaystyle {\tfrac {\text{Zinswert für Zeitraum 1}}{\text{Kapitalwert zu Beginn von Zeitraum 1}}}={\tfrac {\text{Zinsfuß für Zeitraum 1}}{100}}\iff {\tfrac {Z_{1}}{K_{0}}}={\tfrac {p}{100}}.}
Diese Verhältnisgleichung lässt sich umformen zu:
{\displaystyle Z_{1}=K_{0}\cdot {\tfrac {p}{100}}.}
Dieser Zusammenhang zwischen Zinswert und Kapitalwert in der ersten Periode lässt sich so verallgemeinern, dass er für jedes {\displaystyle Z_{i}} und Kapitalwert {\displaystyle K_{i-1}} in jeder {\displaystyle i}-ten Periode gilt:
{\displaystyle Z_{i}=K_{i-1}\cdot {\tfrac {p}{100}}.}
Bis hierhin wurde die „Verzinsung für eine Periode“ betrachtet.
Zur Betrachtung des Zinseszinses muss erneut berücksichtigt werden, dass der Sparer für das „zur Verfügung stellen“ des anfänglichen Kapitals {\displaystyle K_{0}} nach Maßgabe der obigen Zinswert-Formel „belohnt“ wird. Seinem Konto wird am Ende der ersten Periode also folgender Zinswert {\displaystyle Z_{1}} gutgeschrieben:
{\displaystyle Z_{1}=K_{0}\cdot {\tfrac {p}{100}}.}
Somit wächst das anfängliche Kapital {\displaystyle K_{0}} bis zum Ende der ersten Periode genau um diesen Zinswert {\displaystyle Z_{1}}. Ihre Summe ergibt den neuen Kontostand. Diese Summe nennt man auch das (vorläufige) Endkapital {\displaystyle K_{1}}, das folgerichtig mit dem Indexwert {\displaystyle i=1} versehen wird:
{\displaystyle K_{1}=K_{0}+Z_{1}=K_{0}+K_{0}\cdot {\tfrac {p}{100}}=K_{0}{\bigl (}1+{\tfrac {p}{100}}{\bigr )}.}
Dieses (vorläufige) Endkapital {\displaystyle K_{1}} ist nun zugleich das Anfangskapital für die zweite Periode ({\displaystyle i=2}). Es „erwirtschaftet“ darin den Zinswert {\displaystyle Z_{2}}, der erneut hinzuaddiert wird:
{\displaystyle {K_{2}=K_{1}+Z_{2}=K_{1}+K_{1}\cdot {\tfrac {p}{100}}=K_{1}{\bigl (}1+{\tfrac {p}{100}}{\bigr )}=K_{0}{\bigl (}1+{\tfrac {p}{100}}{\bigr )}{\bigl (}1+{\tfrac {p}{100}}{\bigr )}=K_{0}{\bigl (}1+{\tfrac {p}{100}}{\bigr )}^{2}}.}
Für positive Zinsfüße {\displaystyle p>0} gilt stets
{\displaystyle 1+{\tfrac {p}{100}}>1.}
Dieser Term wird daher Aufzinsfaktor genannt.
Damit wirkt bereits während der zweiten Periode der Zinseszins-Effekt: Das Anfangskapital {\displaystyle K_{0}} in der ersten Periode wächst mit dem Aufzinsungsfaktor {\displaystyle 1+{\tfrac {p}{100}}} auf das (vorläufige) Endkapital {\displaystyle K_{1}}. Auf die gleiche Weise steigt das Kapital {\displaystyle K_{1}} in der zweiten Periode mit demselben Aufzinsungsfaktor auf das (vorläufige) Endkapital {\displaystyle K_{2}}. Über beide Zeiträume hinweg betrachtet ist das anfängliche Kapital {\displaystyle K_{0}} jedoch überproportional, nämlich mit dem Quadrat des Aufzinsungsfaktors, auf das (vorläufige) Endkapital {\displaystyle K_{2}} angewachsen.
Verallgemeinert bedeutet dies, dass sich am Ende der Anlagedauer, also nach insgesamt {\displaystyle n} Zinszeiträumen, schließlich das Endkapital {\displaystyle K_{n}} durch {\displaystyle n}-maliges Multiplizieren des Anfangskapitals {\displaystyle K_{0}} mit dem Aufzinsungsfaktor
{\displaystyle K_{n}=K_{0}{\bigl (}1+{\tfrac {p}{100}}{\bigr )}^{n}}
ergibt.

### Beispiel

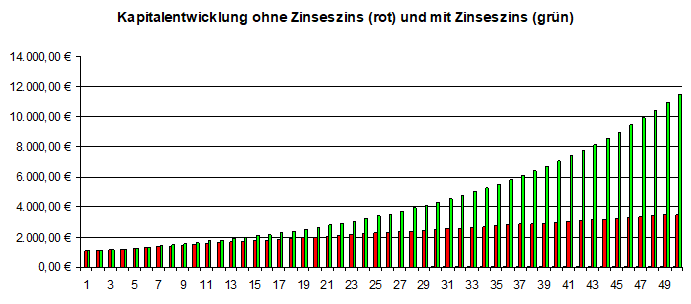
Vergleich der Kapitalentwicklung mit und ohne Zinseszins bei einer Verzinsung von 5 % in Abhängigkeit von der Laufzeit in Jahren

Das Anfangskapital beträgt 1000 €, die Verzinsung 5 %, betrachtet werden 50 Jahre.

#### Ohne Zinseszins
Die jährlich anfallenden 5 % Zinsen werden nicht dem Anfangskapital zugeschlagen und damit wieder angelegt, sondern entnommen und getrennt gesammelt. Nach 50 Jahren erhöht sich so die Summe aus Anfangskapital und getrennt gesammelten Einzeljahreszinsen auf 3500 €:
{\displaystyle K_{50}=1000{,}00\,\mathrm {\euro} \cdot {\bigl (}1+50\cdot {\tfrac {5}{100}}{\bigr )}=3500{,}00\,\mathrm {\euro} .}

#### Mit Zinseszins
Werden die jährlichen Zinsen immer dem jeweils neu anzulegenden Betrag zugeschlagen (kapitalisiert), wird aus den anfänglichen 1000 € bei ansonsten unveränderten Parametern in derselben Zeit eine Summe von 11.467 €:
{\displaystyle K_{50}=1000{,}00\,\mathrm {\euro} \cdot {\bigl (}1+{\tfrac {5}{100}}{\bigr )}^{50}=11467{,}40\,\mathrm {\euro} .}

#### Auswirkungen
Wird allerdings über den gleichen Zeitraum eine Inflation von beispielsweise 3 % mit eingerechnet, so reduziert sich der Zinseszinseffekt durch die Geldentwertung erheblich, da der Geldwert nach 50 Jahren wegen 1 / 1,0350 = 0,228 nur noch 22,8 % des ursprünglichen Wertes beträgt.
Die 11.467 € haben dann nur noch eine Kaufkraft von 2.616 € bezogen auf den Zeitpunkt des Anfangskapitals. Berechnet man hingegen die Geldentwertung auf die Summe aus Anfangskapital und die getrennt gesammelten Einzeljahreszinsen ohne Zinseszins von zusammen 3500 €, so hat man nach 50 Jahren nur noch eine Kaufkraft von 798 € und somit deutlich weniger als das eingesetzte Kapital. Um den Wert eines Guthabens im Falle einer Inflation zu bewahren, ist folgendes zu beachten: Da die Inflation eine exponentielle Geldentwertung hervorruft, muss eine Verzinsung ebenfalls exponentiell über den Zinseszins erfolgen, da ansonsten – ohne Mitverzinsung der Zinsen – auch bei einem Zinssatz, der deutlich über der Inflationsrate liegt, der reale Wert eines Guthabens auf lange Sicht verfällt.
Der bei Staatsverschuldung wirkende Zinseszinseffekt kann bei ausreichendem Wirtschaftswachstum kompensiert werden. Wenn ein Staat beispielsweise seine Schulden mit 5 % verzinsen muss und eine Inflationsrate von 3 % vorliegt, so müsste das reale Wirtschaftswachstum jährlich etwa 2 % betragen, damit die reale Schuldenquote nicht zunimmt, wenn die Zinsen durch Neuverschuldung bezahlt werden (bei gleichbleibenden Altschulden). In diesem Fall würden die Inflation und das reale Wirtschaftswachstum den Zinseszinseffekt dauerhaft kompensieren, da Inflation und Wirtschaftswachstum dem gleichen exponentiellen Wachstum wie der Zinseszinseffekt unterliegen. Die nominale Wachstumsrate der Staatseinnahmen entspricht dann dem Zinssatz der Staatsschulden. Reicht das Wirtschaftswachstum nicht aus, um den Zinseszinseffekt vollständig zu kompensieren, so muss langfristig entweder der Zinssatz sinken, die Inflation steigen oder jährlich der Teil der Zinslast aufgebracht werden, der nicht durch Inflation und Wirtschaftswachstum kompensiert wird. Bei einem realen Wirtschaftswachstum von 0 % müsste jährlich mindestens die Differenz von Zinssatz und Inflation – in diesem Beispiel also 2 % – aufgebracht werden, damit es auch auf Dauer nicht zu einer Überschuldung kommt.

## Konsequenzen

### Exponentielles Wachstum
Werden Zinsen kapitalisiert, hat dies eine zukünftige Mitverzinsung auch der kapitalisierten Zinsen zur Folge. Dadurch ergibt sich ein exponentieller Anstieg des Gesamtkapitals. Die Zinseszinsformel ist also eine Sonderform der Formeln des exponentiellen Wachstums:
{\displaystyle K(t)=K_{0}{\bigl (}1+{\tfrac {p}{100}}{\bigr )}^{t}=K_{0}\cdot q^{t}=K_{0}\cdot e^{rt}.}
In dieser Darstellung ist die Zeit {\displaystyle t} eine reelle Zahl ohne Maßeinheit und gibt die Anzahl der Zinsperioden an. Dabei wird der Zinssatz {\displaystyle {\tfrac {p}{100}}} allgemeiner als Wachstumsrate und der Zinsfaktor {\displaystyle q=1+{\tfrac {p}{100}}} als Wachstumsfaktor bezeichnet. Die Zahl {\displaystyle r=\ln(q)} im Exponenten wird als Wachstumskonstante (oft mit dem Symbol {\displaystyle k} bzw. dem Formelzeichen {\displaystyle \lambda }) oder als Rate {\displaystyle r} bezeichnet, da sie für kleine Prozentsätze unter 10 % näherungsweise gleich der Wachstumsrate {\displaystyle {\tfrac {p}{100}}} ist:
{\displaystyle r=\ln(1+{\tfrac {p}{100}})\approx {\tfrac {p}{100}}\quad {\text{falls}}\quad |p|<10.}
Ein Beispiel für die extremen Beträge, die durch die Annahme von über lange Zeit gleichbleibenden Wachstumsraten aufgrund von Zinseszinseffekten rechnerisch erhalten werden, ist der im Jahr null angelegte Josephspfennig.
Aus den Zinseszins-Formeln kann man die 72er-Regel als Näherungsformel ableiten, wann sich ein Investment (Anlage eines Betrages zu einem Zinssatz) verdoppelt hat.

### Vermögenskonzentration

Vermögenskonzentration im Zeitverlauf

Bei zufälligen Schwankungen der individuellen Renditen wird durch den Zinseszins eine Vermögenskonzentration verursacht. Joseph E. Fargione, Clarence Lehman und Stephen Polasky zeigten im Jahr 2011, dass der Zufall allein in Kombination mit dem Zinseszinseffekt zu einer unbegrenzten Konzentration des Vermögens führen kann. Dieses Ergebnis bestätigt die von Anirban Chakraborti im Jahr 2002 mithilfe von Computersimulationen gemachte Entdeckung, dass in freien Marktwirtschaften der Wohlstand auf natürliche Weise nach oben rieselt.
Bei einer Population mit {\displaystyle n} unabhängigen Kapitalvermögen und einem gleichmäßig verteilten Anfangsvermögen {\displaystyle W_{0}=nK_{0}} ergibt sich das {\displaystyle i}-te Kapitalvermögen nach {\displaystyle t} Zinsperioden aus der Zinseszinsformel zu
{\displaystyle K_{i}(t)=K_{0}{\bigl (}1+{\tfrac {p_{i,1}}{100}}{\bigr )}{\bigl (}1+{\tfrac {p_{i,2}}{100}}{\bigr )}\cdots {\bigl (}1+{\tfrac {p_{i,t}}{100}}{\bigr )}=K_{0}e^{r_{i,1}}e^{r_{i,2}}\cdots e^{r_{i,t}}=K_{0}e^{r_{i,1}+r_{i,2}+\cdots +r_{i,t}}=K_{0}e^{x_{i,t}}.}
Das Gesamtvermögen ist einfach die Summe der individuellen Kapitalvermögen:
{\displaystyle W_{\text{Total}}(t)=\sum _{i=1}^{n}K_{i}(t)=K_{0}\sum _{i=1}^{n}e^{r_{i,1}+r_{i,2}+\cdots +r_{i,t}}=W_{0}{\biggl (}{\frac {1}{n}}\sum _{i=1}^{n}e^{r_{i,1}+r_{i,2}+\cdots +r_{i,t}}{\biggr )}=W_{0}{\biggl (}{\frac {1}{n}}\sum _{i=1}^{n}e^{x_{i,t}}{\biggr )}.}
Nimmt man an, dass die Raten {\displaystyle r_{i,k}} aus einer Normalverteilung mit Erwartungswert {\displaystyle \mu } und Varianz {\displaystyle \sigma ^{2}} gezogen werden, dann sind die Summen {\displaystyle x_{i,t}=r_{i,1}+r_{i,2}+\cdots +r_{i,t}} wegen der Faltungsinvarianz der Normalverteilung ebenfalls normalverteilt mit Erwartungswert {\displaystyle \mu t} und Varianz {\displaystyle \sigma ^{2}t}. Die Potenzen {\displaystyle e^{x_{i,t}}} sind somit logarithmisch normalverteilt mit den Parametern {\displaystyle \mu t} und {\displaystyle \sigma {\sqrt {t}}}. Aufgrund der Gesetze der großen Zahlen stabilisiert sich für wachsendes {\displaystyle n} der arithmetische Mittelwert der Potenzen {\displaystyle e^{x_{i,t}}} um den Erwartungswert einer logarithmischen Normalverteilung mit den Parametern {\displaystyle \mu t} und {\displaystyle \sigma {\sqrt {t}}}. Wenn die Anzahl der individuellen Kapitalvermögen groß genug ist, kann der Mittelwert durch den Erwartungswert ersetzt werden und das Gesamtvermögen durch ein Integral dargestellt werden:
{\displaystyle W_{\text{Total}}(t)=W_{0}\int _{0}^{\infty }{\frac {1}{y\sigma {\sqrt {t}}{\sqrt {2\pi }}}}e^{-{\frac {1}{2}}{\bigl (}{\frac {\ln(y)-\mu t}{\sigma {\sqrt {t}}}}{\bigr )}^{2}}y\,\mathrm {d} y=W_{0}\int _{-\infty }^{\infty }{\frac {1}{\sigma {\sqrt {t}}{\sqrt {2\pi }}}}e^{-{\frac {1}{2}}{\bigl (}{\frac {x-\mu t}{\sigma {\sqrt {t}}}}{\bigr )}^{2}}e^{x}\mathrm {d} x=W_{0}e^{(\mu +{\frac {1}{2}}\sigma ^{2})t}.}
Um das Teilvermögen des oberen Prozents der Population zu ermitteln, muss die Integration auf den Abschnitt rechts vom 99-%-Quantil der Normalverteilung eingeschränkt werden; dazu ist die untere Integrationsgrenze von {\displaystyle -\infty } auf {\displaystyle \mu t+h\cdot \sigma {\sqrt {t}}} zu erhöhen. Der so gewählte Prozentsatz der Population hängt nur von der Konstanten {\displaystyle h} ab: Für das obere Prozent ist das 99-%-Quantil der Standardnormalverteilung {\displaystyle h=\Phi ^{-1}(0{,}99)\approx 2{,}326} zu wählen. Dabei bezeichnet das Fehlerintegral {\displaystyle \Phi } die Verteilungsfunktion der Standardnormalverteilung und {\displaystyle \Phi ^{-1}} die zugehörige Quantilfunktion. Der Vermögensanteil des oberen Prozents der Population lässt sich als Quotient zweier Integrale darstellen und berechnen:
{\displaystyle {\frac {W_{\text{Top}}(t)}{W_{\text{Total}}(t)}}={\frac {\int _{\mu t+h\sigma {\sqrt {t}}}^{\infty }{\frac {1}{\sigma {\sqrt {t}}{\sqrt {2\pi }}}}e^{-{\frac {1}{2}}{\bigl (}{\frac {x-\mu t}{\sigma {\sqrt {t}}}}{\bigr )}^{2}}e^{x}\mathrm {d} x}{\int _{-\infty }^{\infty }{\frac {1}{\sigma {\sqrt {t}}{\sqrt {2\pi }}}}e^{-{\frac {1}{2}}{\bigl (}{\frac {x-\mu t}{\sigma {\sqrt {t}}}}{\bigr )}^{2}}e^{x}\mathrm {d} x}}={\frac {\Phi {\bigl (}\sigma {\sqrt {t}}-h{\bigr )}e^{(\mu +{\frac {1}{2}}\sigma ^{2})t}}{e^{(\mu +{\frac {1}{2}}\sigma ^{2})t}}}={\frac {1}{2}}{\biggl (}1+\operatorname {erf} {\frac {\sigma {\sqrt {t}}-h}{\sqrt {2}}}{\biggr )}.}
Für einen anderen Prozentsatz der Population muss die Konstante {\displaystyle h} entsprechend angepasst werden. Das Fehlerintegral {\displaystyle \Phi } und die Fehlerfunktion {\displaystyle \operatorname {erf} } nähern sich mit der Zeit für jeden möglichen Wert der Konstanten {\displaystyle h} immer mehr der Zahl 1 an. Das bedeutet, dass ein beliebig kleiner Prozentsatz der Population nach einiger Zeit nahezu 100 % des Gesamtvermögens besitzt. Der Konzentrationsprozess hängt dabei nur von der Streubreite {\displaystyle \sigma } ab und ist unabhängig von der mittleren Rate {\displaystyle \mu }, so dass dieser Mechanismus den Wohlstand in wachsenden, stagnierenden oder schrumpfenden Volkswirtschaften konzentriert.

Vermögensentwicklung mit und ohne Zinseszinsen

Aufgrund des zentralen Grenzwertsatzes gilt dieses Ergebnis auch dann, wenn die Raten {\displaystyle r_{i,k}} selber nicht normalverteilt sind. Wird beispielsweise für jeden Menschen jedes Jahr eine Münze geworfen und sein Kapitalvermögen danach entweder um 20 % verringert oder um 30 % vergrößert, so sind die entsprechenden Raten {\displaystyle r_{i,k}\in \{\ln(0{,}8),\ln(1{,}3)\}} nicht normalverteilt, sondern zweipunktverteilt mit {\displaystyle \mu ={\tfrac {1}{2}}(\ln 0{,}8+\ln 1{,}3)} und {\displaystyle \sigma ={\tfrac {1}{2}}(\ln 1{,}3-\ln 0{,}8)}. Nach dem zentralen Grenzwertsatz nähert sich jedoch die Verteilung der Summen {\displaystyle x_{i,t}=r_{i,1}+r_{i,2}+\cdots +r_{i,t}} mit zunehmender Zeit {\displaystyle t} immer besser an eine Normalverteilung mit Erwartungswert {\displaystyle \mu t} und Varianz {\displaystyle \sigma ^{2}t} an. Deshalb kommt es auch in diesem Beispiel zu einer Konzentration des Vermögens an der Spitze der Population. Verzichtet man hingegen auf die Zinseszinsen und verwendet nur einfache Verzinsung, so tritt keine Vermögenskonzentration auf.
Im sogenannten Yard-Sale Modell des indischen Physikers Anirban Chakraborti findet ein ähnlicher Zufallsprozess statt, bei dem aber das Gesamtvermögen über die Zeit konstant gehalten wird. Dazu werden innerhalb der Population zufällige Paare gebildet, die dann per Münzwurf um einen Bruchteil des jeweils kleineren Kapitalvermögens spielen. Auch hier zeigt sich, dass sich das Gesamtvermögen fast sicher in den Händen einiger Oligarchen konzentriert, während alle ihre Handelspartner verarmen.